# Barranc de Moró (Pallars Jussà)
El barranc de Moró és un barranc afluent del Flamisell. Discorre pels termes de la Pobla de Segur, on neix, Senterada i Conca de Dalt, al Pallars Jussà.
Es forma a l'extrem nord-est del Serrat de Moró i al sud-oest del Roc de Sant Aventí, al lloc conegut com la Coma. És a prop de l'extrem nord del terme municipal de la Pobla de Segur, prop i al nord-oest del poble de Montsor.
Discorre sempre cap al sud-oest, paral·lel pel sud al Serrat de Moró. A l'Obaga de Moró entre en el terme de Senterada, i, sempre en la mateixa direcció, passa ran de les Roques del Congost i s'aboca en el Flamisell just al sud del Congost d'Erinyà.